# Rāz Qand
Rāz Qand (persiska: راز قند) är en ort i Iran.   Den ligger i provinsen Khorasan, i den nordöstra delen av landet, 600 km öster om huvudstaden Teheran. Rāz Qand ligger 1 371 meter över havet och antalet invånare är 268.
Terrängen runt Rāz Qand är kuperad, och sluttar söderut.Runt Rāz Qand är det ganska glesbefolkat, med 29 invånare per kvadratkilometer. Närmaste större samhälle är Sabzevar, 11,9 km söder om Rāz Qand. Trakten runt Rāz Qand är ofruktbar med lite eller ingen växtlighet.